# Oncidium schwambachiae
Oncidium schwambachiae là một loài thực vật có hoa trong họ Lan. Loài này được V.P.Castro & Toscano mô tả khoa học đầu tiên năm 1983.